# 4-й истребительный авиационный полк
4-й истребительный авиационный Краснознамённый полк (4-й иап) — воинская часть Военно-воздушных сил (ВВС) Вооружённых Сил РККА, принимавшая участие в боевых действиях по Освобождению Западной Белоруссии, в Советско-финской войне, в боевых действиях по Освобождению Бессарабии и Северной Буковины и в Великой Отечественной войне. Полк входит в первую десятку самых результативных полков Великой Отечественной войны по количеству сбитых самолетов противника, занимая 8-е место.

## Наименования полка
За весь период своего существования полк своё наименование не менял:
- 4-й истребительный авиационный полк;
- 4-й истребительный авиационный полк ПВО;
- 4-й истребительный авиационный полк;
- 4-й истребительный авиационный Краснознамённый полк;
- Полевая почта 06969.

## Создание полка
4-й истребительный авиационный полк сформирован 21 апреля 1938 года в Белорусском Особом военном округе в г. Бобруйске в составе 4-х эскадрилий на самолетах И-16 с моторами М-25. Вошел в 56-ю истребительную авиационную бригаду ВВС БОВО.
| И-15 бис | МиГ-3 | И-16 |

## Расформирование полка
1-й истребительный авиационный Краснознамённый полк 14 октября 1959 года расформирован в ВВС Воронежского военного округа

## В действующей армии
В составе действующей армии:
- с 22 июня 1941 года по 15 октября 1941 года
- с 4 декабря 1941 года по 31 июля 1942 года
- с 21 августа 1942 года по 28 мая 1943 года
- с 9 июля 1943 года по 9 мая 1945 года

## Командиры полка
- майор Орлов Владимир Николаевич (погиб)[4], 22.06.1941 — 18.08.1941
- майор, подполковник Серенко Александр Васильевич[4], 08.1941 — 15.06.1942
- капитан Крымов Георгий Николаевич[4], 15.06.1942 — 03.07.1942
- майор, подполковник Морозов Анатолий Афанасьевич[4], 03.07.1942 — 18.02.1943
- подполковник Миронов Николай Иванович[4], 18.02.1943 — 23.07.1944
- подполковник Марков Александр Маркович[4], 06.08.1944 — 06.1945
- полковник Миронов Николай Иванович[5], 09.1945

## В составе соединений и объединений
| Период        | Фронт (округ)                 | армия                                      | корпус                                 | дивизия                                       | примечание                                                     |
| ------------- | ----------------------------- | ------------------------------------------ | -------------------------------------- | --------------------------------------------- | -------------------------------------------------------------- |
| 21.04.1938 г. | Западный Особый военный округ | ВВС округа                                 |                                        | 56-я истребительная авиационная бригада       | Бобруйск, И-16                                                 |
| 17.09.1939 г. | Белорусский фронт             | 4-я армия                                  | ВВС 4-й армии                          | 56-я истребительная авиационная бригада       | Освобождение Западной Белоруссии, И-16, И-15 бис               |
| 28.09.1939 г. | Западный Особый военный округ | 4-я армия                                  | ВВС 4-й армии                          | 56-я истребительная авиационная бригада       | И-16, И-15 бис                                                 |
| 07.01.1940 г. | Северо-Западный фронт         | 8-я армия                                  | ВВС 8-й армии                          | 56-я истребительная авиационная бригада       | Советско-финская война, И-153, И-15 бис                        |
| 20.03.1940 г. | Западный Особый военный округ | 4-я армия                                  | ВВС армии                              | 56-я истребительная авиационная бригада       | И-16, И-15 бис                                                 |
| 05.1940 г.    | Одесский военный округ        | ВВС округа                                 |                                        |                                               | И-16, И-15 бис                                                 |
| 01.06.1940 г. | Одесский военный округ        | ВВС округа                                 |                                        | 13-я авиационная бригада                      | И-16, И-153                                                    |
| 28.06.1940 г. | Южный фронт                   | 9-я армия                                  | ВВС армии                              | 1-я авиационная бригада                       | Освобождение Бессарабии, И-16, И-153                           |
| 09.07.1940 г. | Одесский военный округ        | ВВС округа                                 |                                        |                                               | И-16, И-153                                                    |
| 22.06.1941 г. | Южный фронт                   | ВВС фронта                                 |                                        | 20-я смешанная авиационная дивизия            | МиГ-3, И-16, И-153                                             |
| 01.08.1941 г. | Южный фронт                   | ВВС фронта                                 |                                        | 20-я смешанная авиационная дивизия            | аэр. Володарское, переформирование                             |
| 25.10.1941 г. | Московский военный округ      | ВВС округа                                 |                                        | 22-й запасной истребительный авиационный полк | Кинешма Ивановской области, переформирование, Hawker Hurricane |
| 01.12.1941 г. | Московский военный округ      | Рыбинско-Ярославский дивизионный район ПВО |                                        | 147-я истребительная авиационная дивизия ПВО  | Hawker Hurricane                                               |
| 01.05.1942 г. | Московский военный округ      | Рыбинско-Ярославский дивизионный район ПВО |                                        | 147-я истребительная авиационная дивизия ПВО  | переформирован, Hawker Hurricane                               |
| 03.07.1942 г. | Брянский фронт                | 1-я истребительная авиационная армия       |                                        | 287-я истребительная авиационная дивизия      | Hawker Hurricane                                               |
| 01.08.1942 г. | Приволжский военный округ     | ВВС округа                                 |                                        | 3-я запасная авиационная бригада              | Як-7Б                                                          |
| 21.08.1942 г. | Сталинградский фронт          | 8-я воздушная армия                        |                                        | 288-я истребительная авиационная дивизия      | Як-7Б                                                          |
| 23.10.1942 г. | Сталинградский фронт          | 8-я воздушная армия                        |                                        | 226-я смешанная авиационная дивизия           | Як-7Б                                                          |
| 01.12.1942 г. | Сталинградский фронт          | 8-я воздушная армия                        |                                        | 226-я смешанная авиационная дивизия           | аэр. Заплавное Сталинградской области, переформирован, Як-1    |
| 12.12.1942 г. | Сталинградский фронт          | 8-я воздушная армия                        |                                        | 287-я истребительная авиационная дивизия      | Як-1                                                           |
| 03.01.1943 г. | Южный фронт                   | 8-я воздушная армия                        |                                        | 287-я истребительная авиационная дивизия      | Як-1                                                           |
| 03.01.1943 г. | Южный фронт                   | 8-я воздушная армия                        |                                        | 287-я истребительная авиационная дивизия      | Як-1                                                           |
| 21.04.1943 г. | Северо-Кавказский фронт       | 4-я воздушная армия                        |                                        | 287-я истребительная авиационная дивизия      | Як-1                                                           |
| 29.05.1943 г. | Степной фронт                 | Резерв Верховного Главнокомандования       |                                        | 287-я истребительная авиационная дивизия      | Як-9                                                           |
| 09.07.1943 г. | Западный фронт                | 1-я воздушная армия                        |                                        | 287-я истребительная авиационная дивизия      | Як-9                                                           |
| 09.07.1943 г. | Брянский фронт                | 15-я воздушная армия                       | 11-й смешанный авиационный корпус      |                                               | Як-9                                                           |
| 20.10.1943 г. | 2-й Прибалтийский фронт       | 15-я воздушная армия                       | 11-й смешанный авиационный корпус      |                                               | Як-9                                                           |
| 28.09.1944 г. | 2-й Прибалтийский фронт       | 15-я воздушная армия                       | 14-й истребительный авиационный корпус | 185-я истребительная авиационная дивизия      | Як-9                                                           |
| 01.04.1945 г. | Ленинградский фронт           | 15-я воздушная армия                       | 14-й истребительный авиационный корпус | 185-я истребительная авиационная дивизия      | Як-9                                                           |
| 09.05.1945 г. | Ленинградский фронт           | 15-я воздушная армия                       | 14-й истребительный авиационный корпус | 185-я истребительная авиационная дивизия      | Як-9                                                           |
| 12.1945 г.    | Ленинградский военный округ   | 15-я воздушная армия                       | 14-й истребительный авиационный корпус | 336-я истребительная авиационная дивизия      | Як-9                                                           |
| 31.01.1946 г. | Ленинградский военный округ   | 15-я воздушная армия                       | 14-й истребительный авиационный корпус | 315-я истребительная авиационная дивизия      |                                                                |
| 01.03.1953 г. | Белорусский военный округ     | 26-я воздушная армия                       |                                        | 144-я истребительная авиационная дивизия      | МиГ-15                                                         |
| 01.03.1958 г. | Воронежский военный округ     | ВВС округа                                 |                                        |                                               | МиГ-17                                                         |
| 14.10.1959 г. | Воронежский военный округ     | ВВС округа                                 |                                        |                                               | расформирован                                                  |

## Участие в операциях и битвах
- Приграничные сражения — с 22 июня 1941 года по 29 июня 1941 года.
- Уманская оборонительная операция — с 16 июля 1941 года по 1 августа 1941 года.
- Битва за Москву — с 4 декабря 1941 года по 20 апреля 1942 года
- Донбасская операция — с 7 июля 1942 года по 24 июля 1942 года.
- Сталинградская битва — с 17 июля 1942 года по 2 февраля 1943 года.
- Котельниковская операция — с 12 декабря 1942 года по 30 декабря 1942 года.
- Ростовская операция — с 1 января 1943 года по 18 февраля 1943 года.
- Ворошиловградская операция — с 29 января 1943 года по 18 февраля 1943 года.
- Курская битва[6] — с 9 июля 1943 года по 23 июля 1943 года
- Орловская операция «Кутузов» — с 27 июля 1943 года по 18 августа 1943 года
- Брянская операция[6] — с 17 августа 1943 года по 3 октября 1943 года
- Ленинградско-Новгородская операция[6] — с 14 января 1944 года по 1 марта 1944 года
- Режицко-Двинская операция — с июля 1944 года по август 1944 года
- Рижская операция — с 28 сентября 1944 года по 22 октября 1944 года.
- Курляндский котёл — с 16 октября 1944 года по апрель 1945 года.
- Восточно-Прусская операция — с 13 января 1945 года по 25 апреля 1945 года.
- Кенигсбергская операция — с 6 апреля 1945 года по 9 апреля 1945 года.

## Первая победа полка в воздушном бою
Первая известная воздушная победа полка в Отечественной войне одержана 22 июня 1941 года: командир полка майор Орлов В. Н., пилотируя МиГ-3, в воздушном бою севернее аэродрома Кишинёв сбил румынский бомбардировщик Bristol Blenheim.

## Награды
4-й истребительный авиационный полк 2 августа 1944 года за образцовое выполнение заданий командования на фронте борьбы с немецкими захватчиками и проявленные при этом доблесть и мужество Указом Президиума Верховного Совета СССР награждён орденом Красного Знамени.

## Благодарности Верховного Главнокомандующего
Верховным Главнокомандующим полку объявлена благодарность за овладение городом Рига

## Отличившиеся воины
- Степаненко Иван Никифорович, майор, командир эскадрильи 4-го истребительного авиационного полка 185-й истребительной авиационной дивизии 14-го истребительного авиационного корпуса 15-й воздушной армии удостоен 18 августа 1945 года звания дважды Герой Советского Союза. Золотая Звезда № 2/74
- Рязанов Алексей Константинович, майор, заместитель командира 4-го истребительного авиационного полка 185-й истребительной авиационной дивизии 14-го истребительного авиационного корпуса 15-й воздушной армии удостоен 18 августа 1945 года звания дважды Герой Советского Союза. Золотая Звезда № 2/79
- Степаненко Иван Никифорович, старший лейтенант, заместитель командира эскадрильи 4-го истребительного авиационного полка 11-го смешанного авиационного корпуса 15-й воздушной армии Указом Президиума Верховного Совета СССР 13 апреля 1944 года удостоен звания Герой Советского Союза. Золотая звезда № 1109.
- Погорелов Михаил Савельевич, капитан, командир эскадрильи 4-го истребительного авиационного полка 185-й истребительной авиационной дивизии 14-го истребительного авиационного корпуса 15-й воздушной армии 18 августа 1945 года удостоен звания Герой Советского Союза. Золотая Звезда № 7961
- Морозов Анатолий Афанасьевич, командир звена 4-го истребительного авиационного полка 20-й смешанной авиационной дивизии ВВС 9-й армии Южного фронта, 27 марта 1942 года удостоен звания Герой Советского Союза. Золотая Звезда № 671
- Лещенко Вячеслав Сергеевич, лейтенант, заместитель командира эскадрильи 4-го истребительного авиационного полка 287-й истребительной авиационной дивизии 4-й воздушной армии 24 августа 1943 года удостоен звания Герой Советского Союза. Золотая Звезда № 1142.
- Флейшман Алексей Дементьевич, старший лейтенант, заместитель командира эскадрильи 4-го истребительного авиационного полка 287-й истребительной авиационной дивизии 4-й воздушной армии 24 августа 1943 года удостоен звания Герой Советского Союза. Золотая Звезда № 1109.
- Шмелёв Илья Васильевич, майор, командир эскадрильи 4-го истребительного авиационного полка 287-й истребительной авиационной дивизии 4-й воздушной армии 24 августа 1943 года удостоен звания Герой Советского Союза. Золотая Звезда № 1145.
- Рязанов Алексей Константинович, майор, командир эскадрильи 4-го истребительного авиационного полка 287-й истребительной авиационной дивизии 4-й воздушной армии 24 августа 1943 года удостоен звания Герой Советского Союза. Золотая Звезда № 1143.
- Галкин Михаил Петрович, лейтенант, командир звена 4-го истребительного авиационного полка 20-й смешанной авиационной дивизии Военно-Воздушных Сил 9-й армии Южного фронта 27 марта 1942 года удостоен звания Герой Советского Союза. Золотая Звезда № 577.
- Карманов Афанасий Георгиевич, капитан, командир эскадрильи 4-го истребительного авиационного полка 20-й смешанной авиационной дивизии Военно-Воздушных Сил 9-й армии 27 марта 1942 года удостоен звания Герой Советского Союза. Посмертно.

## Статистика боевых действий
Всего за годы Великой Отечественной войны полком:
| Выполнено боевых вылетов | Сбито самолетов в воздухе | Уничтожено самолетов всего |
| ------------------------ | ------------------------- | -------------------------- |
| 10774                    | 472                       | 547                        |

Свои потери:
| Потеряно самолетов, всего | Погибло лётчиков всего |
| ------------------------- | ---------------------- |
| 161                       | 90                     |

## Самолёты на вооружении
| Период      | Самолеты         |
| ----------- | ---------------- |
| 1938 — 1941 | И-16             |
| 1939 — 1941 | И-15бис          |
| 1941 — 1941 | МиГ-3            |
| 1941 — 1942 | Hawker Hurricane |
| 1942 — 1943 | Як-7б            |
| 1942 — 1944 | Як-1             |
| 1943 — 1947 | Як-9             |
| 1947 — 1948 | Як-3             |
| 1948 — 1953 | Ла-11            |
| 1953 — 1956 | МиГ-15           |
| 1956 — 1959 | МиГ-17           |

## Базирование
| Период            | Аэродромы                                      |
| ----------------- | ---------------------------------------------- |
| 1939 — 1940       | Бобруйск, Белорусская ССР                      |
| 6.1945 — 01.1946  | Елгава, Латвийская ССР                         |
| 01.1946 — 03.1958 | Бобруйск, Могилевская область, Белорусская ССР |
| 03.1958 — 10.1959 | Воронеж                                        |